# Łukasz Łapszyński
Łukasz Łapszyński (Brzeg, 23 de septiembre de 1993) es un jugador profesional de voleibol polaco, juego de posición receptor/atacante.

## Palmarés

### Clubes
Campeonato de Polonia de Primera Liga:
- 2013, 2014